# Stara Lipa
Stára Lípa je naselje v Občini Črnomelj.

## Geografija
Povprečna nadmorska višina naselja je 171 m.
Pomembnejša bližnja naselja so: Vinica (5,5 km) in Črnomelj (13 km).